# Crans-Montana
Crans-Montana és un municipi suís del cantó del Valais, situat al districte de Sierre. Es va crear l'1 de gener de 2017 per la fusió dels municipis de Montana, Mollens, Randogne i Chermignon i té 10.931 habitants.
És un dels tres municipis que formen l'estació d'esquí de Crans-Montana, amb Icogne i Lens.

Vista aèria (1964)

## Geografia
Crans-Montana està situada a 1.495 metres d'altitud, sobre un altiplà sobre la vall del Roine i la ciutat de Sierre. A sobre de la ciutat es troba el Bella Lui, el Mont Bonvin, i la Glacera de la Plaine Morte.

## Història
L'any 1892, Louis Antille i Michel Zufferey van obrir l'Hotel du Parc, al voltant del qual es va desenvolupar Crans-Montana. L'any 1901, Théodore Stephani hi va obrir un sanatori que va contribuir a la fama del lloc. L'any 1911 s'hi va construir un funicular que connecta el municipi amb Sierre. El nombre de malalts va disminuir al final dels anys 1950 i Crans-Montana es va reconvertir en estació d'esports d'hivern. Va acollir els campionats del món d'esquí alpí de 1987. A partir de 1997, Crans-sur-Sierre, Montana-Vermala i Aminona es van beneficiar d'una promoció turística comuna en el si de Crans Montana Tourisme. El casino de Crans-Montana va obrir l'any 2002. L'1 de gener de 2017, els municipis de Montana, de Mollens, de Randogne i de Chermignon es van fusionar per formar el municipi de Crans-Montana.

## Estació d'esquí
L'estació d'esquí de Crans-Montana està situada entre els municipis de Lens i de Crans-Montana. Disposa de disset remuntadors mecànics (1 funitel, 3 telecabines, 6 telecadires i 7 telesquís), i de vint-i-set pistes.

## Personalitats
- Roger Moore (1927-2017), actor anglès, vivia a Mònaco i a Crans-Montana fins a la seva mort el 23 de maig de 2017 en aquesta mateixa localitat.[2]
- Sophia Loren (nascuda l'any 1934), actriu italiana, té un pis a Crans-Montana.
- Michèle Morgan (1920-2016), actriu francesa, era propietària d'un pis a Crans-Montana.
- Bouby Rombaldi, campió suís d'esquí, és originari de Montana